# قصر الملك عبد العزيز (وادي الدواسر)
قصر الملك عبد العزيز يعتبر من القصور التاريخية الأثرية في وادي الدواسر، وقد بني في عهد الملك عبدالعزيز آل سعود.

## الموقع
يقع قصر الملك عبد العزيز في وادي الدواسر على مرتفع من الأرض بين بلدتي الخماسين واللدام، ويرجع سبب اختيار الملك عبد العزيز لهذا الموقع بالتحديد إلى أن الخماسين واللدام أهم بلدتين بوادي الدواسر، كما هدف إلى لم شمل القبائل تحت جناح حكمه.

## مسميات القصر
أطلق على قصر الملك عبد العزيز بوادي الدواسر مسميات عدة، وأقدمها ما ذكره فيلبي قذكر أن القصر يسمى بقصر (برزان)، كما سمى أهالي الوادي القصر بقصر (الشيوخ)، أما مسمى قصر الملك عبد العزيز فهو مما جرت عليه العادة حيث سميت القصور التي بنيت في عهد الملك عبد العزيز باسمه وإن لم يسكنها أو يستخدمها.

## تاريخ القصر
مر القصر بمرحلتي بناء وهما:
المرحلة الأولى:
كانت بين عامي 1329_1334هـ، وقام الملك عبد العزيز بتكليف وكيله بوادي الدواسر سعد بن ضرمان بشراء الأرض والبحث عن مقاول ليضع مخطط القصر ويبدأ في بنائه، وقد بني القصر على طراز أبناء النجدي وما يتميز به من خصائص معمارية .
وقد أنجر في مرحلة البناء الأولى وحدات الاستقبال والضيافة وسكن الأمير والمسجد، قدم فيليي وصفًا للقصر بعد انتهاء بنائه، فذكر أن القصر محصن وله أربعة أبراج، مما يؤكد على أن القسم الغربي من القصر بني في المرحلة الثانية.
المرحلة الثانية:
تعرضت بعض أجزاء القصر للخراب بعد مرور قرابة الثلاثة عقود؛ بسبب مواد أبناء المستخدمة والتي تعتمد على الطين مما يعرضه للتلف بسبب الأمطار؛ لذا وافق الملك عبد العزيز على طلب وكيله بوادي الدواسر محمد بن ضرمان فيما يخص إصلاح القصر وترميمه وتوسعته، كما تبين في الوثيقة الموجهة إلى الملك عبد العزيز من وكيله والمؤرخة بعام 1361هـ.
وفي عام 1370هـ أصبح القصر غير صالح للاستخدام، فأمر الأمير سعود بن عبد العزيز – ولي العهد آنذاك_ ابن مرضي وابن ضرمان باستئجار مبنى ليكون مقرًا للإمارة حتى ينتهي ترميم القصر وإصلاحه. وقد بقي القصر حتى عام 1374هـ دون إصلاح ويبدو أن السبب في ذلك ارتفاع التكاليف المالية المقدرة، وفي عهد الملك سعود وفي عام 1376هـ اعتمدت المالية مبلغ 50 ألف ريال سعودي لإصلاح القصر وترميمه الأمر الذ يؤكد على أن التكاليف المالية كانت هي السبب في عدم الشروع في ترميمه في السنوات الأخيرة من عهد الملك عبد العزيز.
بدأت عمليات ترميم القصر وتوسعته في عام 1376هـ وتم الفراغ منها عام 1378هـ، وخلال هاذين العامين تم بناء الجزء الغربي من القصر والذي يشمل مبنى البرقية والبريد وضيافة الموظفين وسكن الأخويا، ومن المحتمل أن المسجد تمت توسعته في هذه المرحلة كما يتضح من طبيعة البناء التي يغلب عليها الطابع المحلي كما أمر بذلك الملك عبد العزيز في عام 1361هـ، أيضًا من المحتمل أن الإسطبل الذي كان عبارة عن حوش ملحق بالقصر قد تم تحويله إلى كراج، ويؤكد ذلك وصف فيلبي الذي وصف القصر أثناء زيارته له بعد انتهاء مرحلة بنائه الأولى، وتم إصلاح مبنى القصر، وتم بناء السجن .
وبعد اكتمال ترميم القصر وتوسعته في عام 1378هـ عاد مقرًا للإمارة، ومقرًا وسكنًا لأمير الوادي حتى عام 1385هـ حيث تم الانتقال إلى مبنى آخر أكثر حداثة، وبعد انتقال أمير الوادي من القصر بقيت الشرطة حتى عام 1388هـ، وبقيت اللاسلكي (لابرقية) والبريد في الجزء الشمالي الشرقي من القصر حتى عام 1398هـ حيث هجر القصر بشكل نهائي.

## خصائص القصر العامة
شيد هذا القصر على طراز قصور مدينة الرياض التي بناها الملك عبد العزيز في العديد من مدن المملكة العربية السعودية وخاصة مدن منطقة نجد التي بنيت قصورها من الطين، وعلى الرغم من وجود العديد من القصور الطينية المحصنة المنشرة في العديد من بلدات وادي الدواسر إلا أن هذه القصر يتعبر مبنى فريد في نوعه وتحصيناته واستخداماته.

## التكوين العام للقصر
يتكون القصر بوجه عام من مجموعة وحدات معمارية مفصولة عن بعضها وكل منها تقوم بوظيفة مختلفة، ويمكن وصف التكوين المعماري للقصر باعتبار الوصف الخارجي والداخلي له:
الوصف الخارجي:
- الأبراج.
- السور.
- المداخل.

الوصف الداخلي:
- وحدات المدخل الإدارية
- سكن الأمير
- المسجد
- بيت الضيافة
- السجن
- مبنى البرقية
- سكن الأخويا
- الإسطبل وحوش الإبل والماشية.
- البئر والسبيل.[8]

## وصلات خارجية
- قصر الملك عبد العزيز التاريخي بوادي الدواسر معلم تاريخي في قلب المحافظة